# Reino de Zaachila
El reino de Zaachila, llamado en náhuatl Teotzapotlan, fue un estado zapoteco del período Monte Albán V, fundado en el siglo XIV y que llegó a su final como estado independiente en 1523 en el marco de la conquista española de América.
La dinastía Zaachila, última dinastía gobernante, tuvo como primer coquitao (en zapoteco "rey") a Zaachila I quien muriera en 1415, lo secundaron Za'achila II (1422-1454), Za'achila III, también conocido como Cosiiopii I o Cosiiopii el conquistador, quien murió en 1487, Cosiioeza (1487-1504) quien enfrentó el expansionismo del Imperio mexica, siendo los últimos soberanos Cosiiopii II (1502-1563) y Pinopiaa.
Fue durante el reinado de Cosiiopii I cuando Zaachila se extendió al Istmo de Tehuantepec, haciendo de Guiengola la nueva capital. Con esta expansión, los huaves quedaron relegados a estrechas franjas costeras y los zapotecos lograron acceso a las salinas del Istmo, que eran un recurso muy valioso, así como del control de la ruta comercial entre las tierras altas del valle de Anáhuac con el Soconusco.
Cosiiopii II ascendió al trono a los dieciséis años junto con su hermana menor Pinopiaa quien murió en algún momento anterior a 1523. En el marco de la conquista española de América, en 1523, Cosiiopii II ofreció su vasallaje al emperador Carlos V. Fue durante el dominio español que Guiengola fue abandonada y su poder e influencia trasladados a la villa de Tehuantepec.